# Амос (спутник)
«Амо́с» (AMOS, сокр. от англ. Afro-Mediterranean Orbital System — «африканско-средиземноморская орбитальная система») — серия израильских спутников связи, эксплуатируемых частной компанией Spacecom.
Космические аппараты (КА) «Амос-1» — «Амос-4» были разработаны в Израиле концерном Israeli Aerospace Industries. КА «Амос-5» разработан в ОАО «Информационные спутниковые системы» имени академика М. Ф. Решетнёва в Железногорске.
- Амос-1 был первым израильским спутником связи. Его разработка была основана на опыте создания разведывательного спутника «Офек». Аппарат массой 996 килограммов и размахом солнечных батарей в 10 метров был создан на предприятии «МАБАТ» концерна IAI. Общая стоимость программы оценивалась в 210 миллионов долларов, из которых 40 миллионов было заплачено за запуск французской ракетой-носителем. Спутник был рассчитан на 10-летнюю службу. Он был запущен 16 мая 1996 года с Европейского космического центра Куру во Французской Гвиане и проработал на орбитальной позиции 4°West 12 лет. В 2009 году спутник был продан[1] компании Intelsat и функционирует в орбитальной позиции 47,3°East под именем Intelsat 24[англ.].
- Амос-2 был запущен 28 декабря 2003 года с космодрома Байконур, в Казахстане, и обслуживает клиентов трёх регионов: Ближнего Востока (включая Израиль), Европы и восточного побережья США. Аппарат весит 1400 кг, и его срок активного существования составляет 12 лет.
- Амос-3 успешно стартовал с космодрома Байконур в Казахстане 28 апреля 2008 года. После вывода на орбиту он расположился по соседству с «Амосом-2». Оснащённый самым современным коммуникационным оборудованием, «Амос-3» позволяет обеспечивать приём с высоким качеством телеканалов телевидения высокой чёткости. Область надёжного приёма сигнала — Восточная Европа, Израиль и Восточное побережье США. Сигнал от спутника можно принимать от Западной Франции до Урала, а также от Стамбула до Казахстана. Срок активного существования составляет 18 лет.
- Амос-4 предназначен для предоставления спутниковых услуг DTH, VSAT и широкополосного интернета с орбитальной позиции 65°East на территорию России, Среднего Востока и других областей[2]. Успешно выведен на орбиту 1 сентября (31 августа по UTC) 2013 года ракетой-носителем «Зенит-3SLБ» с космодрома Байконур[3]. Спутник «Амос-4» предназначен для вещания телевидения высокой четкости, а также для приёма-передачи данных, обеспечивая двусторонний спутниковый интернет в Ka и Ku диапазонах.

- Амос-5 успешно стартовал с космодрома Байконур в Казахстане 11 декабря 2011 года.[4] На орбиту «Амос-5» был выведен в кластере с российским спутником-ретранслятором «Луч-5А» ракетой космического назначения «Протон-М» с разгонным блоком «Бриз-М». Телекоммуникационный космический аппарат «Амос-5» создан ОАО «ИСС» на базе негерметичной платформы среднего класса «Экспресс-1000Н», срок активного существования 15 лет. Спутник имеет 36 транспондеров в C- и Ku-диапазонах. Мощность, выделяемая для полезной нагрузки, составляет 5880 Вт. Субподрядчиком ОАО «ИСС» по ретрансляторам и антеннам выступило французское отделение европейской компании Thales Alenia Space. Космический аппарат «Амос-5» предназначен для обеспечения связью, вещанием и широкополосными услугами территории Африки и Израиля. После нескольких аварийных ситуаций, окончательно вышел из строя 21 ноября 2015 года.
- Амос-6 был создан концерном Israeli Aerospace Industries для замены устаревшего спутника «Амос-2»[5]. Готовился к запуску 3 сентября 2016 года ракетой-носителем Falcon 9, но был потерян вместе с ракетой в результате взрыва в её второй ступени при заправке ракеты-носителя перед проверочным прожигом ракеты за несколько дней до планируемого запуска[6].
- Амос-17 — израильский спутник, успешный запуск которого произведён 6 августа 2019 в 23:23 UTC, с помощью американской ракеты-носителя SpaceX Falcon 9[7]. Спутник предназначается для замены спутника «Amos-5» на орбите. Его планируется расположить в орбитальной позиции 17 градусов восточной долготы и он должен расширить покрытие компании Spacecom на растущих рынках спутниковых услуг в Африке, на Ближнем Востоке и в Европе обеспечивая широкополосную передачу данных и связи. Спутник будет предоставлять услуги в Ka-, Ku- и C-диапазонах[8]. Вывод на орбиту спутника Amos-17, построенного компанией Boeing, стал первым после неудачного запуска спутника «Amos-6»[9]. Планируемый срок службы спутника 20 лет.